# Dobra wspólne
Dobra wspólne – jedno z rodzajów dóbr w ekonomii. 
Pojęcie to jest odpowiednikiem angielskiego commons i czasami jest używane w tej postaci w polskiej literaturze. Jego analizę do ekonomii wprowadził Garrett Hardin, a rozwinęła Elinor Ostrom.

## Różne definicje słowa Commons
Massimo De Angelis uważa Commons za system autopojetyczny, który istnieje poza kapitałem. System autopojetyczny replikuje te same elementy, z których się składa (poprzez te same elementy i interakcje). Ponieważ Commons są systemami społecznymi, celem autopojetycznym jest powielanie funkcji Commons, polegających na dzieleniu się zasobami i ustanawianiu reguł w obrębie społeczności. Przykładem mogą być organizacje i stowarzyszenia społeczne, centra społeczne, stowarzyszenia sąsiedzkie, rodzinne praktyki, gospodarstwa domowe, albo sieci ‘Peer-to-Peer’ (P2P) [równy z równym] w cyberprzestrzeni.
George Caffentzis i Silvia Federici w swojej wspólnej pracy ‘Commons Against and Beyond Capitalism’ (2014) [Commons Przeciwko i Poza Kapitalizmem], słynnie stwierdzili że „nie ma Commons [Dobra Wspólnego, jako rzeczownik] bez Commoning [Wspólnoty, jako czasownik]”, aby podkreślić rolę społeczności jako protagonista w ustanawianiu i utrzymywaniu Commons. Caffentzis i Federici razem twierdzili, że wspólne zarządzanie zasobami takimi jak woda, ziemia i lasy może odbywać się tylko lokalnie i jest to niezbędne do przetrwania bardziej niż sztuczne zasoby takie jak Internet. W ten sposób argumentują przeciwko ‘Global Commons’ [Globalną Wspólnotą]. Ponadto, opierając się na pracy De Angelisa, Caffentzis i Federici postrzegają Commons jako system poza-kapitalistyczny. Idąc dalej, oni popierają za ‘Anti-Capitalistic Commons’ [Antykapitalistyczną Wspólnotą] jako sposób na ‘ucieczkę od kapitalistycznych i rynkowych regulacji’.
Michael Hardt i Antonio Negri radykalnie odchodzą od ‘zasobów fizycznych’ w ramach Commons i zamiast tego skupiają się na technologicznej produkcji neoliberalizmu, która wymaga ‘ekspansji Commons [Wspólnoty]’. Hardt i Negri do 'Commons' zaliczają języki, kody, tryby społecznościowe i wiele innych. Podkreślają oni rolę otwartej dostępności, włączenia demokratycznego zarządzania i wspólnego wysiłku w tworzeniu zasobu.
Michel Bauwens i Vasilis Kostakis podobnie jak Hadrt i Negri skupiają się na produkcji technologicznej, a konkretnie na ‘Commons-Based Peer Production’ (CBPP) [Wspólnota na podstawie produkcji rówieśniczej] i Commons cyfrowych. Dla nich ‘Peer-to-Peer’ (P2P) [Równy z Równym] jest typem relacji społecznych, które nie ograniczają się do fizycznych Commons opisanych przez Ostrom, ale są Global Commons, takimi, w których każdy rówieśnik może swobodnie wnosić wkład do ‘zasobu’. Co więcej, w swojej wspólnej książce ‘Peer to Peer: The Commons Manifesto’, stwierdzają, że ‘współpraca jest często pozbawiona pozwolenia, co oznacza, że jeden może nie potrzebować zgody drugiego, aby wnieść swój wkład.’ Przykładami takich typów Commons są Wikipedia, projekty wolnego i otwartego oprogramowania i wiele innych.

## Ekonomia - Tragedia wspólnego pastwiska i Elinor Ostrom
W 1968 roku Garrett Hardin wprowadził słowo ‘Commons’ do domeny politycznej poprzez publikację swojego eseju Tragedia wspólnego pastwiska. W swojej pracy Hardin posługuje się metaforą pasterza, który, dążąc do maksymalizacji własnych korzyści, wciąż dodaje kolejne zwierzęta, by karmić się na pastwisku. Problem polega na tym, że wszyscy inni pasterze również kierują się własnym interesem i również dodają więcej zwierząt do swojego stada. W końcu ziemia jest nadmiernie eksploatowana, wyczerpana i nie można jej wykorzystać, co przekłada się na Tragedię Pastwiska [lub bardziej poprawnie przetłumaczone jako: Tragedia Wspólnoty]. Bez zewnętrznego mediatora Hardin ogłasza, że użytkownicy wspólnej ziemi będą swobodnie korzystać z zasobów aż do ich wyczerpania. Odpowiedzi polityczne mające na celu uniknięcie takich tragedii koncentrowały się wokół prywatyzacji i regulacji gruntów.
Praca Hardina była jednak szeroko krytykowana za mylenie ‘zasobów zarządzanych przez społeczność’ z ‘zasobami o otwartym dostępie’, gdzie te drugie charakteryzują się trudnością w określeniu swoich granic.
Jedną z największych krytyczek pracy Hardina jest Elinor Ostrom, która w 2009 roku otrzymała Nagrodę Nobla w dziedzinie nauk ekonomicznych ‘za analizę zarządzania gospodarczego, zwłaszcza we Commons’. W swojej debiutanckiej książce ‘Governing the Commons’ [Dysponowanie Wspólnymi Zasobami] (1990) Ostrom dalej kwestionuje pogląd Hardina, że ludzie kierują się wyłącznie własnym interesem. Ostrom skupia się na ‘Common-Pool Resources’ (CPR) [dobra wspólnej puli] i wskazuje, że Hardin upraszcza społeczne interakcje między użytkownikami a ich wspólnym zasobem. Poprzez swoje badania Ostrom ilustruje tę kompleksową rzeczywistość. Zidentyfikowała 8 zasad, które prowadzą użytkowników na ich drodze do samoorganizacji i stworzenia umowy w zakresie współpracy i podtrzymywania możliwości dobra wspólnej puli, aby czerpać z nich długoterminowe korzyści. Dlatego kontynuując metaforę pasterzy są oni stale zachęcani do obserwowania innych pasterzy i zgłaszania społeczności wszelkich destrukcyjnych zachowań w celu ich rozwiązania. Kontrakt ten metodą prób i błędów jest stale reformowany, aby zaspokoić potrzeby społeczności.
Zasady projektowania ilustrowane przez długoletnie instytucje dobra wspólnej puli:
1. Jasno zdefiniowane granice dobra wspólnego
2. Zasady regulujące korzystanie do lokalnych warunków
3. Możliwie demokratyczne procesy ustanawiania zasad
4. Monitorowanie albo kontrola dotrzymywania zasad
5. Stopniowe sankcje w razie złamania zasad
6. Mechanizmy do rozwiązywania konfliktów
7. Akceptacja instytucji wspólnego zarządzania przez instytucje zewnętrzne, na przykład rząd.

Dla dobra wspólnej puli, które są częścią większych systemów:
1. Istnienie Nested Enterprises [Wielopoziomowych Instytucji]

Ponadto jak zauważa Ostrom, poleganie na agencjach regulacyjnych w zarządzaniu dobra wspólnej puli może okazać się niepożądane. Agencje regulacyjne są skłonne do popełniania wielu błędów. Tylko jeśli agencje regulacyjne prawidłowo określą pojemność nośną zasobów wspólnej puli, będą dokładnie monitorować działania i sprawiedliwie karać zachowania niezgodne z przepisami, to - zdaniem Ostrom - teoretycznie scenariusz pasterski Hardina powinien przynieść optymalne rezultaty. Jednak wszystkie te czynniki zależą od tego, czy agencje regulacyjne posiadają wiarygodne informacje. W rzeczywistości agencje regulacyjne nie mają wystarczających informacji o czasie i miejscu, aby podjąć decyzję o nośności dobra wspólnej puli, ponieważ agencje regulacyjne znajdują się poza dobrem wspólnej puli. One muszą zatrudniać własnych monitorujących, ponieważ dla monitorujących motywacją są pieniądze, a nie dobro wspólne, nie ma gwarancji, że nie zostaną oni przymuszeni i nie nadużyją swojej władzy. Każda niepełna lub błędna informacja może spowodować fatum Commons. Dlatego to, co czyni Commoning [Wspólnotą jako czasownik] tak praktycznym, to fakt, że poprzez relacje społeczne społeczeństwo Commons mogą się nawzajem samoregulować, aby odpowiadać na ciągle zmieniające się właściwości dobra wspólnej puli.
W związku z tym Ostrom nie tylko obala argument Hardina, że ludzie są skłonni do maksymalizacji własnego interesu i nie mają bodźca do dbania o ziemię, ale także wskazuje na wady rozwiązania polegającego na prywatyzacji.

## Przykłady Commons w Europie Wschodniej

### Creative Commons Polska
Licencja Creative Commons Polska to licencja praw autorskich, która pozwala na łatwiejszą dystrybucję treści, gdzie inni mają prawo do dzielenia się, korzystania i budowania na podstawie pracy autora. Ideą licencji ‘Creative Commons’ jest rzucenie wyzwania ograniczającym prawom własności intelektualnej, które prawnie blokują możliwości twórcze człowieka i uwolnienie treści, aby były dostępne dla wszystkich.
Creative Commons Polska i Centrum Cyfrowe współpracowały z Małopolskim Instytutem Kultury (MIC) w celu uzyskania otwartej licencji na promocję dziedzictwa kulturowego Małopolski. W efekcie w 2013 roku uruchomiono portal ‘Wirtualne Muzea Małoposki’, którego celem było udostępnienie dziedzictwa kulturowego w domenie publicznej. Dziś na portalu znajdują się tysiące zdigitalizowanych obiektów z wielu muzeów. Portal ten pozwala muzeom uwidocznić ich pracę i przyciągnąć nowych odbiorców.

### Otwarty Jazdów
Otwarty Jazdów to oddolny projekt społeczny w domkach fińskich w Warszawie. Domy te mają znaczenie historyczne ponieważ były częścią reparacji wojennych Finlandii wobec Związku Radzieckiego.
W 2011 roku władze miasta chciały zniszczyć 27 ostatnich domków fińskich, aby wybudować nowe osiedle.
W 2012 roku doszło do konfliktu między mieszkającymi w domach mieszkańcami a urzędem miasta.
W 2013 roku mieszkańcy i aktywiści stworzyli oddolną inicjatywę o nazwie Otwarty Jazdów, aby zachować domki fińskie. Zorganizowano festiwal i inne działania, aby pokazać wielofunkcyjne i transformacyjne możliwości przestrzeni.
W 2015 roku rada miasta po otwartym liście konsultacyjnym uznała prawo Otwartego Jazdowa.
Dziś większość domków zajmują organizacje pozarządowe, niektóre są wykorzystywane do organizacji wydarzeń publicznych, a nie niektóre są zamieszkane przez ludzi. Teren jest cały czas otwarty dla mieszkańców i cały czas zasila się działaniami. Otwarty Jazdów to samorządna społeczność, która co miesiąc organizuje spotkania dotyczące tego, co chciałaby zrobić z przestrzenią. Realizowanych jest wiele projektów, na przykład jeden z projektów ma na celu zapewnienie działań edukacyjnych i kulturalnych, które przede wszystkim skupiają się na rozwoju terenów zielonych w Warszawie. Istnieją również 3 ogrody społeczne, które są częścią inicjatywy mającej na celu rozpowszechnianie ogrodów w miastach. A także istnieje szkoła pszczelarzy, która ma przywrócić miejskie pszczelarstwo. Praktyka pszczelarska miała potencjał transformacyjny, ponieważ doprowadziła do legalizacji pszczelarstwa w mieście.

### Kolektyw Obszczina
Po upadku Związku Radzieckiego na początku lat 90., liderzy społeczności lokalnych, działacze na rzecz praw ludności tubylczej, etnografowie i urzędnicy państwowi zaczęli tworzyć radykalnie odmienne ramy prawne dla nowej instytucji zwanej 'Obszczina'. Miało to miejsce głównie na terenach północnej Rosji, w szczególności w tundrze lub tajdze, gdzie jest silna obecność rdzennej ludności. Kolektyw Obszczina został utworzony jako środek do uznania i zachowania rdzennych kultur. Są one przeznaczone dla członków oficjalnie uznanych rdzennych grup etnicznych. Istnieją dwa rodzaje Obszczin, jeden który jest oparty na 'krewnych', a drugi jest oparty na 'terytorium'. Współzarządzanie jest ważnym aspektem Obszcziny, ponieważ zapewnia nie tylko utrzymanie tożsamości kulturowej rdzennych mieszkańców Obszcziny, ale także szacunek dla środowiska ponieważ ślad ekologiczny stad reniferów jest znacznie mniejszy niż jakiegokolwiek innego rozwoju w regionie. Ze względu na fakt, że istnieje tylko niewielki odsetek osób posiadających renifery w Obszczynie, zbiory są niewielkie, a mięso jest głównie spożywane lub dzielone na własny użytek, choć czasami jest sprzedawane nieformalnie.

## Commons na świecie

### System Subak
System Subak składa się z samoorganizujących się sieci spółdzielni podejmujących wspólne decyzje. Wywodzą się one z Bali w Indonezji i sięgają ponad tysiącleci. Najlepiej odpowiadają na złożone społeczno-ekologiczne wyzwanie, jakim jest alokacja wody w Indonezji. Dostęp do irygacji jest równo podzielony pomiędzy członków spółdzielni, co czyni ją niezwykle udanym przykładem Commons. Członkowie kolektywu, którzy znajdują się najbliżej rzeki mają oczywistą przewagę, ale mimo to decydują się dzielić zasobami wodnymi nawet z tymi, którzy są najdalej. Społeczność Subak posiada setki warstwowych świątyń wodnych, które są równomiernie rozmieszczone na całym terenie kolektywu. Społeczność Subak odnosi również sukcesy pod względem plonów ponieważ ma najwyższe plony z hektara w Indonezji. Zgodnie z zapisami historycznymi, plony ryżu były stale wysokie i stabilne. Każdy Subak pełni ważne funkcje agrarne, prawne i duchowe. Podobnie jak Commons, są one 'głęboko demokratyczne i egalitarne, służą interesom wszystkich rolników w danym okręgu i zapewniają współpracę między okręgami.'

### Ecowioski
Idea życia we wspólnocie istnieje od czasów starożytnych. Ale ekowioski są nowym fenomenem, który pojawił się w latach 70. XX w. Ekowioski to małe, samowystarczalne i celowe społeczności założone przez grupę osób, które chcą żyć w sposób zrównoważony i wywierać jak najmniejszy wpływ na środowisko. Mieszkańcy ekowiosek zwykle żyją w harmonii z naturą, ucząc się żyć z danych zasobów nie przekraczając naturalnych limitów. Społeczności mają tendencję do podejmowania decyzji zbiorowo i utrzymywania pewnych wartości, które pozwalają im funkcjonować jako wspólnota. Mogą one różnić się wielkością i występują w różnych częściach świata. Obecnie na świecie istnieje ponad 10 000 ekowiosek. Do najbardziej znanych przykładów ekowiosek należą La Montaña w Chile, The Farm w USA i Las Gaviotas w Kolumbii.